# Jean Grelaud
Jean Grelaud (* 26. Oktober 1898 in Paris; † 25. Februar 2007 ebenda) war einer der letzten lebenden französischen Veteranen des Ersten Weltkriegs. Er wurde 108 Jahre alt.
Grelaud wurde im Jahre 1917 mobilisiert und war einer Infanteriebrigade im Département Aisne zugeteilt. Er hat in der Schlacht an der Aisne gekämpft. Grelaud nahm ebenfalls am Zweiten Weltkrieg teil, aber er weigerte sich zeitlebens, Bilder oder andere Details aus seinem Leben preiszugeben. 
Der letzte französische Veteran – Lazare Ponticelli, (* 7. Dezember 1897) – starb am 12. März 2008.

## Auszeichnungen
- Ritter der Ehrenlegion
- Croix du combattant volontaire 1939–1945
- Croix du Combattant
- Médaille Interalliée 1914–1918
- Médaille commémorative de la guerre 1914–1918

| Personendaten    | Personendaten         |
| ---------------- | --------------------- |
| NAME             | Grelaud, Jean         |
| KURZBESCHREIBUNG | französischer Veteran |
| GEBURTSDATUM     | 26. Oktober 1898      |
| GEBURTSORT       | Paris                 |
| STERBEDATUM      | 25. Februar 2007      |
| STERBEORT        | Paris                 |